# Styrax chinensis
Styrax chinensis là một loài thực vật có hoa trong họ Bồ đề. Loài này được Hu & S.Ye Liang miêu tả khoa học đầu tiên năm 1980.